# جيف فارنزورث
جيف فارنزورث (بالإنجليزية: Jeff Farnsworth)‏ هو لاعب كرة قاعدة أمريكي، ولد في 6 أكتوبر 1975 في ويتشيتا في الولايات المتحدة.

## وصلات خارجية
- جيف فارنزورث على موقع دوري كرة القاعدة الرئيسي (الإنجليزية)
- جيف فارنزورث على موقعبيزبول رفرنس.كوم (الدوري الرئيسي) (الإنجليزية)
- جيف فارنزورث على موقعبيزبول رفرنس.كوم (الدوري الثانوي) (الإنجليزية)
- جيف فارنزورث على موقع إي إس بي إن.كوم (أم.أل.بي) (الإنجليزية)
- جيف فارنزورث على موقع مشجعي الرسوم البيانية (الإنجليزية)